# Абросімов Кирило Володимирович
Абросімов Кирило Володимирович (22 листопада 1991) — російський плавець.
Чемпіон Європи з водних видів спорту 2012, 2016 років, призер 2020 року.
Призер літньої Універсіади 2011 року.